# 版图形状

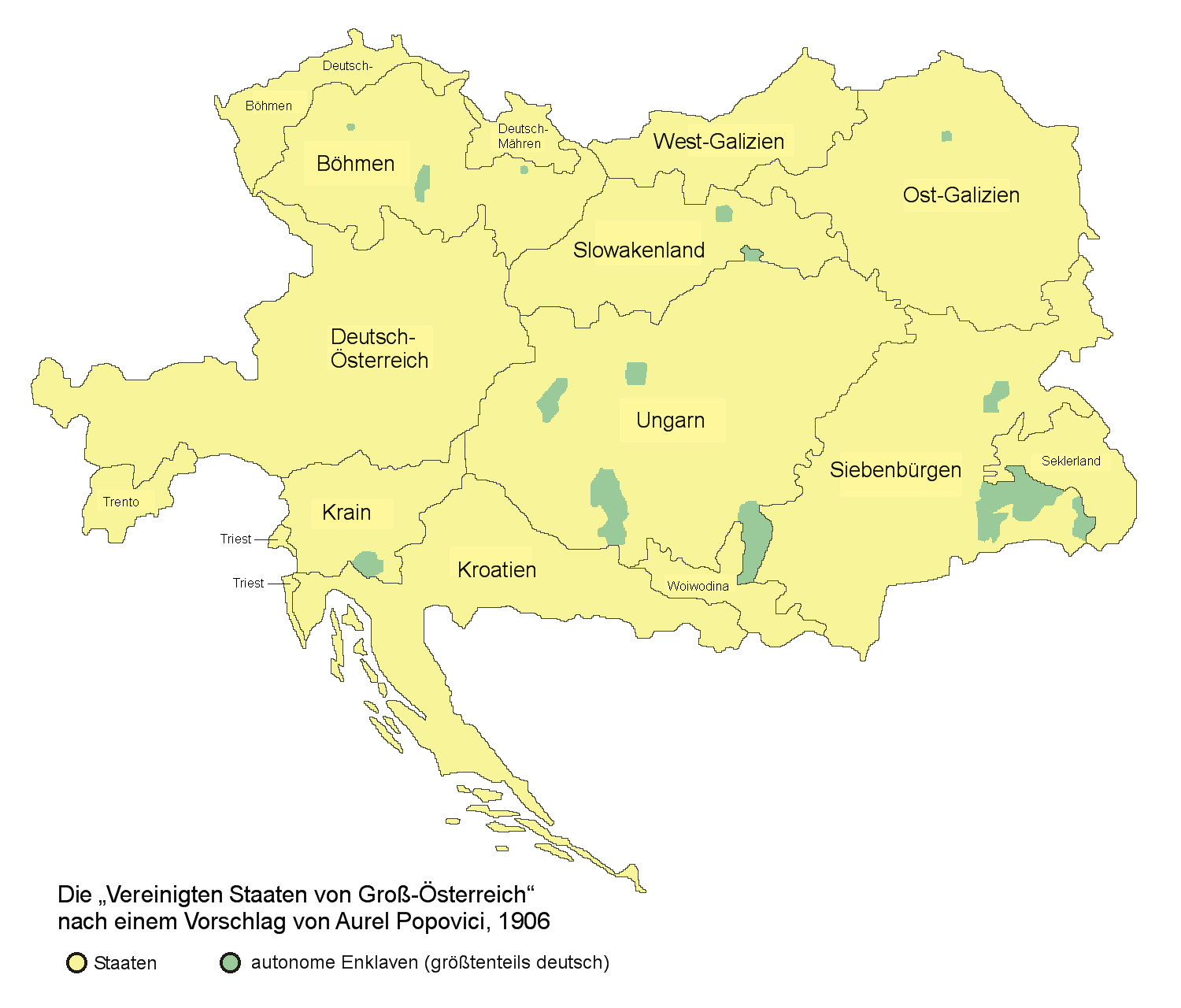
奥匈帝国属于蝌蚪型国家

一个国家的版图形状是由其政治因素和自然地理因素决定的，而版图形状又能影响一个国家的整体国力。根据版图形状，可将世界各国分为以下六种类型：紧凑型；狭长型；松散型；蝌蚪型；穿孔型和复合型。 
紧凑型国家又称致密型国家、紧实型国家，其版图形状大致近似于圆形或正多边形，即从版图的几何中心到边界各点的距离大致相近。根据哈佛大学教授德温特·惠特尔西于1939年提出的观点：一个国家的理想版图形状应当属于紧凑型，而不是狭长型。波兰、乌拉圭和津巴布韦就是紧凑型国家的典型案例。 与其他类型国家相比，紧凑型国家仅需防卫距离最短的边界且更容易修建交通设施，因而更便于中央政府控制全国各地。
狭长型国家又称长条型国家，其版图形状呈条带状，向相反的两端延伸。 挪威、越南和智利就是狭长型国家的典型案例。狭长的版图形状会为狭长型国家带来军事防御、交通联系和族群凝聚力等方面的不利因素，不过狭长型国家的自然差异也有利于其经济的多样化发展
松散型国家又称零碎型国家、分离型国家，其版图由若干互不相连（被水域或其他国家阻隔）的领土构成。菲律宾、印尼和斐济等群岛国家就是松散型国家的典型案例。相较于单节国家（其版图由单块领土构成）而言，松散型国家亦可称复节国家。复节国家存在有内部交通联系不便的问题，不利于对全国各地施加有效控制。因此复节国家容易产生分裂和动荡问题。此外，亦有学者提出飞地型国家的概念，指代一个国家的部分版图被其他国家阻隔的情况，如文莱的领土便被马来西亚阻隔成两部分。
蝌蚪型国家又称伸长型国家、延伸型国家。其版图具有突出于主体领土的延伸部分（如半岛、走廊）。 泰国、缅甸和扎伊尔就是蝌蚪型国家的典型案例。延伸型国家的延伸部分一般具有经济或战略上的重要性，且可为国家带来地缘上的好处，不过延伸部分的独特性质亦会使中央政府存在不便联系、控制全国领土的问题。
穿孔型国家的版图完全包围着另一国家的版图，南非就是穿孔型国家的典型案例。此外，亦有学者将被穿孔型国家包围的国家称为嵌入型国家，被南非包围的莱索托就是嵌入型国家的典型案例。由于进入嵌入型国家必须要经过穿孔型国家，因此穿孔型国家与被其“陆锁”的嵌入型国家之间相互影响较大。
复合型国家的版图同时兼具两种以上的版图形状特征。例如，美国本土属紧凑型国家，但包括阿拉斯加和夏威夷在内的美国本土属于松散型国家。

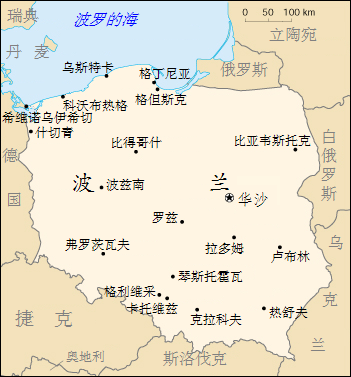
紧凑型国家（波兰）
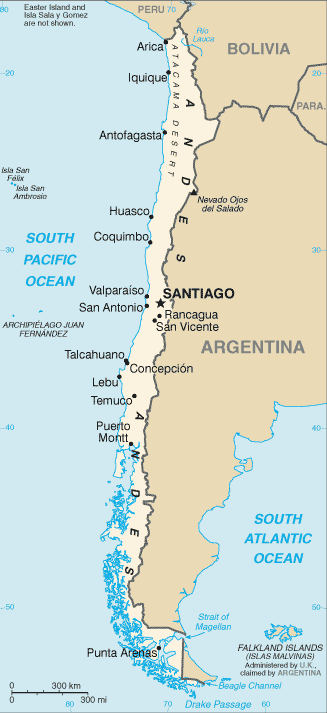
狭长型国家（智利）
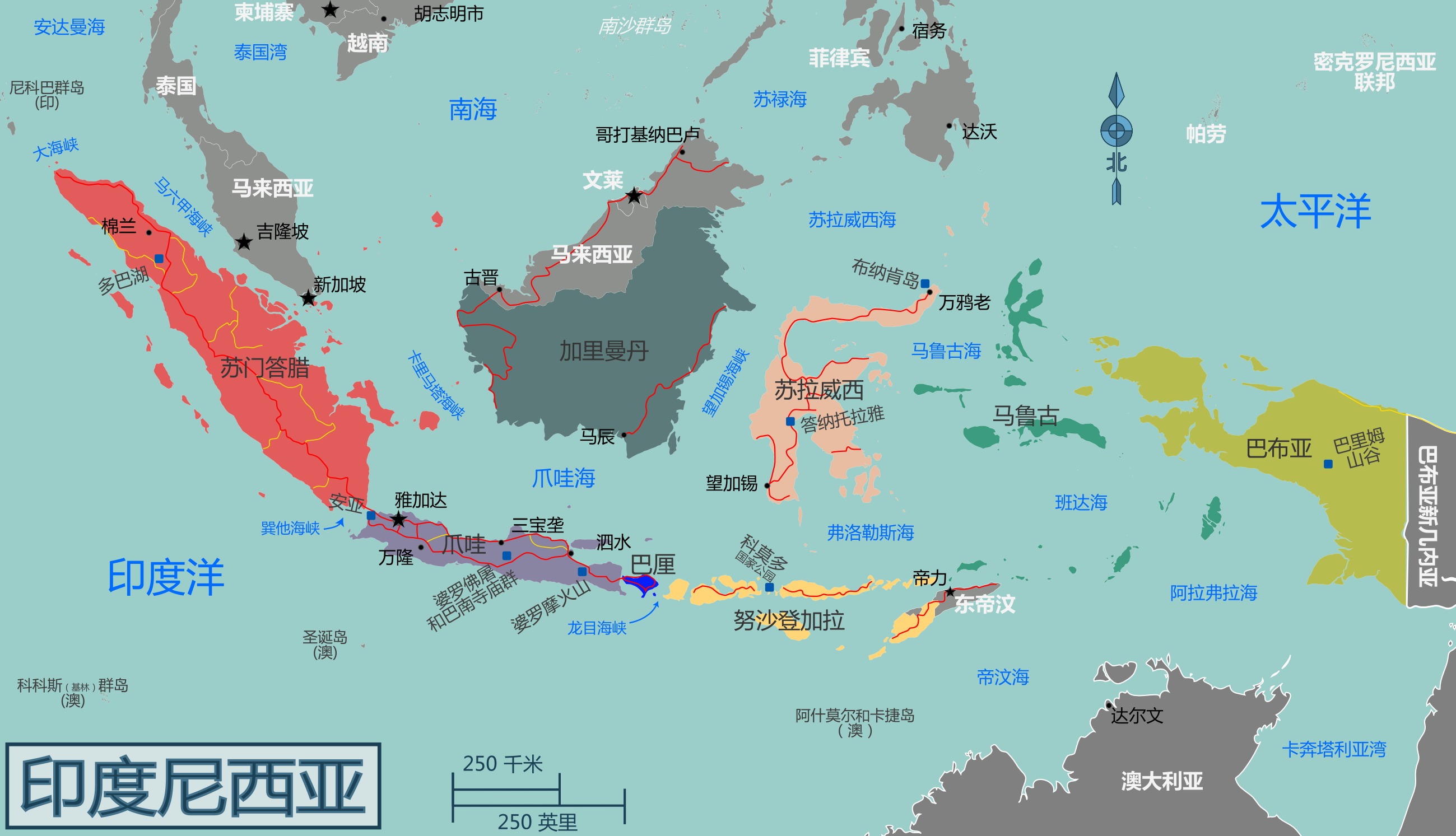
松散型国家（印尼）
蝌蚪型国家（泰国）
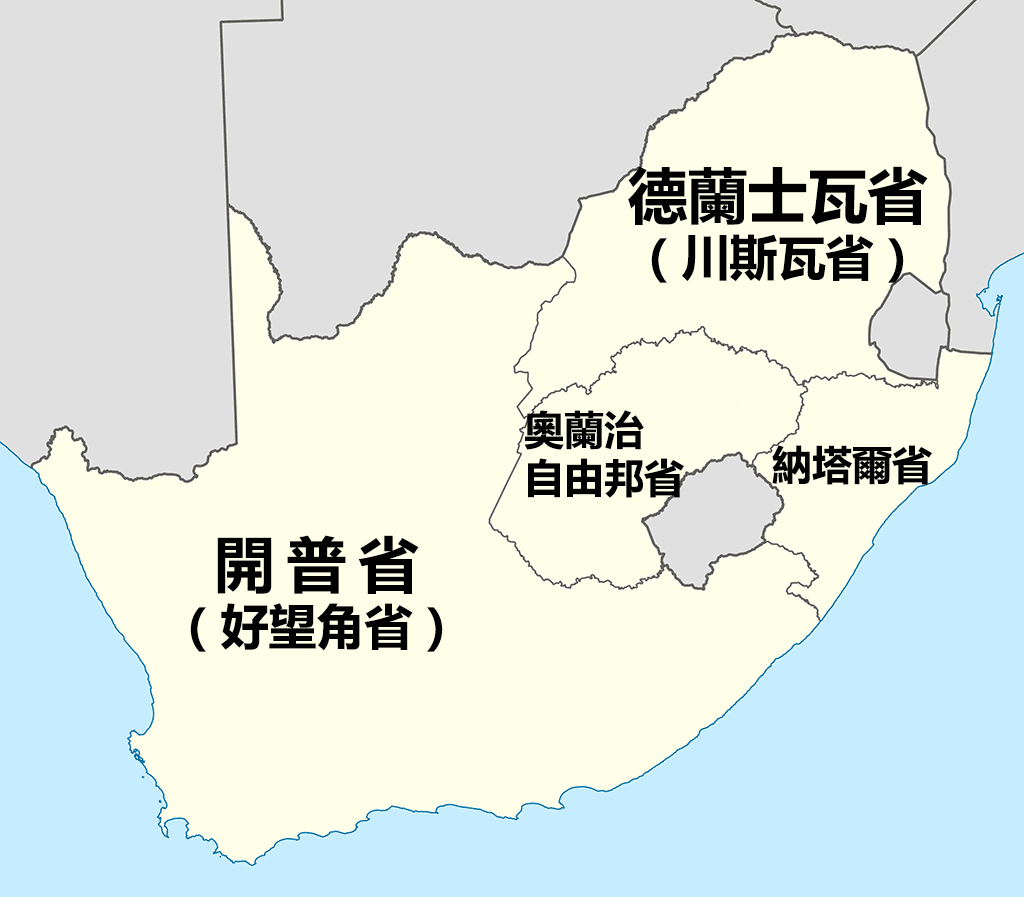
穿孔型国家（南非）
复合型国家（美国）